# Watford (Metropolitano de Londres)
A Estação de Watford é uma estação que pertence ao sistema de metropolitano de Londres. Ela é servida pela Metropolitan Line.